# Гетте, Александр Вильгельм
Александр Вильгельм Гетте (нем. Alexander Wilhelm Goette; 1840—1922) —  немецкий зоолог.

## Биография
Александр Вильгельм Гетте родился 31 декабря 1840 года в городе Санкт-Петербурге в семье немецкого врача практиковавшего в российской столице. Высшее образование получил в Императорском Дерптском университете. 
В 1872 году А. А. Гетте перешел в Страсбургский университет ассистентом при зоологическом кабинете, в 1877 году стал экстраординарным профессором, в 1880 году был утверждён на должности директора городского музея.
В 1882 году Александр Вильгельм Гетте стал ординарным профессором зоологии в Университете Ростока, а в 1886 году занял кафедру зоологии в Страсбурге. 
Гетте напечатал несколько весьма ценных трудов по истории развития земноводных животных, среди которых «Die Entwicklungsgeschichte der Unke» (1875) считается классическим произведением.
Александр Вильгельм Гетте умер 5 февраля 1922 года в городе Гейдельберге в районе Хандшусхайм.